# Cara (roman)
 (octobre 2015).
Si vous disposez d'ouvrages ou d'articles de référence ou si vous connaissez des sites web de qualité traitant du thème abordé ici, merci de compléter l'article en donnant les références utiles à sa vérifiabilité et en les liant à la section « Notes et références ».
Pour les articles homonymes, voir Cara.
Cara est un roman d'Hector Malot publié en 1878

## Résumé
Fin 19e, Charles et sa femme ont une orfèvrerie réputée de Paris. Leur fils Léon y travaille.
L'oncle de Charles s'étant suicidé en Normandie, il ramène sa fille, Madeleine, à Paris et en devient le tuteur. Léon veut l'épouser mais ses parents ne la trouvent pas assez riche.
Ils envoient Léon à Madrid et refusent d'embaucher Madeleine qui fugue pour trouver du travail. Elle est embauchée à l'opéra.
Léon revient mais ne la retrouve pas. Au cirque, il retrouve Cara, la raccompagne chez elle et devient son amant.
Ses parents aiment encore moins cette Cara et ne veulent plus voir Léon. Ils vont se marier à New York.
Quand ils reviennent, Léon revoit Madeleine. Les parents de Léon lui demandent d'épouser Léon, ce qu'elle fait après qu'ils ont fait annuler le mariage avec Cara. Ils le réembauchent.